# 路易·弗朗谢·德斯佩雷
路易·費利克斯·馬里·弗朗索瓦·弗朗謝·德斯佩雷（1856年5月25日—1942年7月8日）第一次世界大战法國將領，後升任為法国元帅。作爲巴爾幹戰線的協約國軍隊總指揮官，成功指揮了馬其頓戰役，促使同盟國南部戰線崩潰和保加利亞投降。

## 早年
德斯佩雷出生於法属阿尔及利亚的一個名叫穆斯塔加奈姆的港口城市，作為一名非洲獵兵團騎兵軍官的兒子，他先在凡爾賽的奧什中學和聖女熱納維耶芙中學中學習，後在法國圣西尔军校接受教育並畢業於1876年。在被分到非洲輕步兵團後，德斯佩雷在法屬印度支那和中國服役（在義和團運動期間，他的表親德國外交官克萊門斯·馮·克林德被殺），隨後在法屬摩洛哥，他指揮了數個步兵團。最終於1913年，他獲得了法國陸軍第一軍的指揮權。

## 第一次世界大戰

### 1914年

#### 軍級指揮官
第一次世界大戰初期，德斯佩雷在沙勒羅瓦戰役中表現出色，在戰役進行的第三天，隨著德國第二軍團向法軍發起進攻，他看到了從右翼發起反擊的寶貴機會，並反覆向法軍指揮官夏爾·蘭雷扎克請求發起進攻的許可，但最終遭到拒絕。
在8月29日的吉斯戰役中, 法軍因他的部隊在北面的進攻而在那天對德軍取得了勝利，據說他曾在戰鬥結束後向當時還是位上校的菲利普·贝当說：「你覺得這次的進攻如何，參謀部學院教授？」 在戰鬥中他被要求將第三軍和第十軍集結至他的左右翼。

#### 軍團指揮官
在第一次马恩河战役的前夕，德斯佩雷升為第五軍團的指揮官。當約瑟夫·霞飛詢問他是否願意接受，他毫不含糊的回答「如同其他人的答案」。他還補充道，當軍銜越多時，能指揮的部隊越多。儘管他天性善良，但他裝出強橫的舉止以激勵他的下屬。英國遠征軍聯繫官愛德華·斯皮爾斯中尉寫到，他對下屬都有強烈的激勵作用，並威脅槍斃所有不聽從命令的軍官。當拉特里耶將軍反對命令時，他從參謀人員手中接下電話，向他說道「Marchez ou creveze.」（進軍或死亡），接著掛斷電話。雷蒙·普恩加萊總統形容他為「一個從不沮喪的人」。
他的前任指揮官夏爾·蘭雷扎克與英國遠征軍司令約翰·弗倫奇關係不佳，當他上任第五軍團的指揮官後，迅速發送電報給英軍並署名「弗朗謝·德斯佩雷 KCVO」以承諾合作。 在9月4日，總指揮官約瑟夫·霞飛詢問他和第九軍團指揮官費迪南·福煦願不願意在一兩天內進攻。德斯佩雷隨後與英國遠征軍參謀長亨利·休斯·威尔逊和情報總監喬治·麥克多諾開會，他的計畫在當天下午6點30分提交給霞飛，當時霞飛正與兩名日本軍官享用晚餐。
英國遠征軍將他的綽號取為「玩命的弗朗基」。
德斯佩雷提供給約瑟夫·霞飛一個令人印象深刻的總攻計畫，但計畫成功的前提是米歇尔·约瑟夫·莫努里指揮的第六軍團在9月6日成功抵達烏爾克運河上的一個特定地點。如果計畫失敗的話，他的部隊會稍微後撤至大莫蘭河與第六軍團和英國遠征軍會合，從側翼打擊亞歷山大·馮·克魯克指揮的德意志第一軍團。這項計畫最終成為第六號指令的基礎，也就是協約國在第一次马恩河战役的進攻計劃。
他在進攻前撤換了大量不合格的師長，並將拉特里耶將軍解職。
在他堅定的指揮和對戰局的敏銳下，成功的抵擋住德軍的攻勢。並在9月5日至9日於大莫蘭河附近中成功突破了卡爾·馮·比洛和亞歷山大·馮·克魯克的軍團的空隙，贏得了決定性的勝利。

### 1916–1917年
在1916年3月, 德斯佩雷指揮了東面集團軍。到了1917年1月，他指揮了北面集團軍。

### 1918年，薩洛尼卡的勝利者
在1918年6月，他被調派至薩洛尼卡擔任協約國東方聯軍的總指揮。
德斯佩雷率領的協約國部隊在9月14至29日發動一次龐大的攻勢，由共26個師組成, 取得馬其頓戰役的決定性勝利並使保加利亚退出戰爭。 德斯佩雷率領的聯軍隨後佔領了巴尔干半岛的絕大部分地區，到了戰爭結束前他的部隊已經攻入匈牙利。南部戰線的崩潰最終導致了奧匈帝國和鄂圖曼帝國的投降。
1918年11月，他的部隊在匈牙利收繳德國陸軍元帥馬肯森和其指揮的20萬名士兵。俘虜被關押在富托格，直到1919年9月。

## 戰爭結束後
歷史書中經常提到，1919年2月8日，德斯佩雷將軍騎著白馬進入伊斯坦堡，效仿穆罕默德二世在1453年君士坦丁堡陷落後進城的姿態，以代表奥斯曼帝国對君士坦丁堡的統治已經結束，但這被證明是虛構的。
第一次世界大戰結束後，根據乔治·克列孟梭的命令，德斯佩雷在1919年指揮了對匈牙利蘇維埃共和國的進攻。他於1921年的2月19日被授與法国元帅的殊榮，並在該年的1月29日被南斯拉夫王國授與伏伊伏達的殊榮（塞爾維亞最高軍銜，相當於元帥）。
1924年，德斯佩雷被任命為法國北非部隊的總監察長，這支部隊有許多士兵在馬其頓戰役中在他手下服役。他隨後對橫跨撒哈拉沙漠南北的戰略潛力產生興趣。
他加入了加斯頓·格拉迪組織的跨撒哈拉沙漠探險隊，他們於1924年11月15日駕駛3輛六輪雷諾汽車離開法属阿尔及利亚的城鎮貝沙爾。探險隊中的其他成員有記者亨利·德·凱爾伊、喬治·艾蒂安和勒內·艾蒂安兄弟、三名雷諾汽車工程師和三名退伍軍人。探險隊經過3,600公里的旅途於該年的12月3日抵達法属达荷美的城市薩韋。他們在該地換乘火車南下，於12月14日抵達法屬達荷美的首府波多诺伏。
1930年11月1日，德斯佩雷將軍代表法国出席埃塞俄比亚帝国皇帝海尔·塞拉西一世在首都亚的斯亚贝巴舉行的加冕禮。他在1933年被選為法國地理學會的主席，而後在1934年11月15日當選為法蘭西學院院士，座位為第14號席位。
1942年7月8日，他在阿尔比去世，享年86歲。他的妻子於1967年去世，享年97歲。
他的遺體先被葬在阿尔比主教座堂，後於1947年被移至巴黎荣军院。

## 評價
他有強大的能量和優秀的戰術能力，並將其用在與保加利亞等同盟國交戰中。他對同盟國的勝利絕非是打擊虛弱的敵軍，而是戰勝一個強大的對手，這個事實從保加利亞軍隊在多伊蘭戰役中對英國和希臘聯軍強大的反擊中可以看出。
由於他優秀的指揮，保加利亞在1918年9月29日簽訂和平協議，為第一個退出戰爭的同盟國。在個人的政治傾向中，他是一名極端保王黨的國家主義者，但他對法國的忠誠超過了對波旁王朝忠誠。
數個法國城市和城鎮都有以他為名的道路和林蔭大道，如第戎、兰斯、圣艾蒂安、凡爾賽和洛里昂。比利時城市迪南有一條弗朗謝·德斯佩雷大道，塞尔维亚的首都贝尔格莱德有一條以他為名的林蔭大道，以紀念他解放這座城市。在希腊的薩洛尼卡也有一條以他為名的街道。

## 榮譽

### 法國勳章獎章
- 榮譽軍團騎士勳章（1886年8月21日）[22]
- 榮譽軍團軍官勳章（1904年12月29日）[22]
- 榮譽軍團指揮官勳章（1912年12月31日）[22]
- 榮譽軍團大軍官勳章（1914年12月30日）[22]
- 榮譽軍團大十字勳章（1917年7月10日）[22]
- 軍事獎章（英语：Médaille militaire）（1918年）
- 一戰英勇十字獎章（英语：Croix de guerre 1914–1918 (France)）（佩3個棕櫚葉銅飾）
- 一戰盟軍勝利獎章（英语：Médaille Interalliée de la Victoire）
- 一戰紀念獎章（英语：Médaille commémorative de la guerre 1914–1918）
- 摩洛哥紀念獎章（英语：Médaille commémorative du Maroc (1909)）
- 殖民勳章（英语：Colonial Medal）（佩東京和摩洛哥飾板）

### 外國勳章獎章
- 聖莫里斯與拉撒路騎士大十字勳章（意大利）[22]
- 卡拉喬傑維奇之星大十字勳章（塞爾維亞，佩劍軍事版）[23]
- 聖夏爾大十字勳章（摩納哥，1930年2月27日）[24]
- 阿拉維王朝大十字勳章（摩洛哥）[22]
- 柬埔寨王家騎士勳章（柬埔寨）[22]

## 註腳
1. 1 2  Lazarski 2008，第119頁.
2. ↑  .   [2022-05-13]. （原始内容存档于2022-05-13） （法语）.
3. ↑  Terraine 1960，第87-88頁.
4. ↑  Terraine 1960，第158-160頁.
5. ↑  Tuchman 1962, p369
6. ↑  Tuchman 1962, p369, 405-6
7. ↑  Terraine 1960，第181-3, 186-787-88頁.
8. 1 2  Holmes 2004，第237頁.
9. ↑  Tuchman 1962, pp. 411, 413
10. ↑  Terraine 1960，第186-7頁.
11. ↑  Tuchman 1962, pp. 413-6
12. ↑  A Grasset 1934.
13. ↑  Sondhaus 2011，第416頁.
14. ↑  Keegan, John. . 1998: 442. ISBN 0-09-180178-8.
15. ↑  Schwartzmüller, 1997, pp. 170 and 178.
16. ↑  Edhem Eldem: ′De quelle couleur était le cheval blanc de Franchet d'Espèrey? Petite enquête sur la vérité historique.′ （页面存档备份，存于） In: Véronique Schiltz (ed.): De Samarcande à Istanbul: étapes orientales. Hommages à Pierre Chuvin, II, Paris, CNRS Éditions, 2015, 285-301 (in French).
17. ↑  Edhem Eldem: 'Tarihte gerçek konusunda küçük bir araştırma: İstanbul'un beyaz atlı fatihi.' （页面存档备份，存于） In: Toplumsal Tarih, No. 261, Eylül 2015, 22-33.
18. ↑  Mondet 2011，第287頁.
19. ↑  Mondet 2011，第288頁.
20. ↑  Bourgin 2011，第318頁.
21. ↑  Où est donc enterré Louis Franchet d’Espèrey, maréchal de France et voïvode de Yougoslavie ? （页面存档备份，存于）.
22. 1 2 3 4 5 6 7 8  . Base Léonore.   [2022-05-16]. （原始内容存档于2022-05-16）.
23. ↑  Acović, Dragomir. . Belgrade: Službeni Glasnik. 2012: 142.
24. ↑  JOURNAL DE MONACO.  (PDF). JOURNAL DE MONACO. 1930年2月27日  [2022年5月13日]. （原始内容 (PDF)存档于2022年5月19日） （法语）.

### 文字註釋
1. ↑  最高軍事頭銜，約等於元帥
2. ↑  法國元帥是榮譽而非軍銜
3. ↑  法語發音：[lwi feliks maʁi fʁɑ̃swa fʁɑ̃ʃɛ dɛpɛʁɛ]; 塞爾維亞-克羅埃西亞語發音：[frǎnʃe deperê(ː)]
4. ↑  第一次世界大戰中的日本是協約國的一員，但沒有派遣任何部隊前往歐洲戰場。
5. ↑  雙莫蘭戰役（法语：Bataille des Deux Morins），德斯佩雷成功的指揮。[12]

## 外部連結
- Newsreel （页面存档备份，存于） of unknown origin: visit of d'Espèrey to Ethiopian Emperor Haile Selassie (1930)
- Biography （页面存档备份，存于） on firstworldwar.com
- （法語） Biography （页面存档备份，存于） on academie-francaise.fr
- （法語） Biography （页面存档备份，存于） on cheminsdememoire.gouv.fr
- 有关路易·弗朗谢·德斯佩雷在德国经济学中央图书馆（ZBW）20世纪新闻档案中的剪报。